# Rockfield (album)
Rockfield je studiové album české skupiny Chinaski. Vydáno bylo v říjnu roku 2014 a jeho producentem byl Greg Haver. Nahráno bylo ve studiích Rockfield Studios ve Walesu, ale také v pražském Sonu. Kromě členů kapely na něm hráli jak čeští, tak i britští hudebníci.

## Seznam skladeb
| Pořadí         | Název                | Délka |
| -------------- | -------------------- | ----- |
| 1.             | Kapela               | 3:44  |
| 2.             | Milion dolarů        | 3:39  |
| 3.             | Jak je to dojemné I  | 3:56  |
| 4.             | Každý ráno           | 4:08  |
| 5.             | Láska & hvězdy       | 3:07  |
| 6.             | Až nebudu            | 4:37  |
| 7.             | Doják                | 3:11  |
| 8.             | Víno                 | 3:17  |
| 9.             | Narozeniny           | 4:01  |
| 10.            | Slovenský klín       | 3:50  |
| 11.            | Jak je to dojemné II | 4:22  |
| Celková délka: | Celková délka:       | 41:22 |

## Obsazení
Chinaski
- Michal Malátný – zpěv, kytara
- František Táborský – kytara, zpěv
- Ondřej Škoch – kytara, baskytara, klavír, zpěv
- Štěpán Škoch – klávesy, saxofon, zpěv
- Otakar Petřina – bicí
- Petr Kužvart – trubka, zpěv

Ostatní hudebníci
- Greg Haver – perkuse
- Bára Hosnedlová – zpěv
- Nick Nasmyth – klávesy
- Anthony Cleaton – kontrabas
- Nathan Stone – violoncello
- Carly Stone – viola
- Andrew Walters – housle, aranžmá smyčců
- Joanna Walters – housle